# Сламарица
Сламарица или сламњача један је од првих делова постеље који је везан за појаву кревета. Основна функција им је да као подлога, слична данашњем душеку, омогуће удобније спавање. Према народном предању сламарицам је служила, не само за спавање, већ и за чување новца.

## Историјат
Не зна се тачно када је сламарице почела да се користи. Њу је прво почело да користи сеоско, мање имућно становништво и војска.
У неким историјским списима забележено је да су сламарице у српским селима почеле да се користе средином двадесетог века и биле су у употреби до 1963—1964. године. Сламарице су се прво користиле у дрвеним креветима до педесетих година, а затим до 1955. године и у гвозденим креветима. Од 1955. године богатија домаћинства уводе кревете са душецима пуњеним вуном и другим материјалима и софе — тапациране кревете, које као удобнији кревети за спавање истискују сламарице.
Оне се и данас могу видети у слојевитим покривачима на креветима у неким сеоским кућама.

## Израда
Сламарице су рађене од клчину — од конопље. Ткане су у четири нита на хоризонталном разбоју, ширине 8 пасама. Најчешће су биле састављене од четири поле. У средишњем делу на једном од спојева остављен је отвор у сламарици ширине око 40 сантиметар за пуњење и повремену замену сламе.
Пуниле су се сламом (отуда и назив) или „шушкама“ — комушином од кукуруза.
Најчешће су биле једноставне, у природној боји конопље или са једноставним, дебелим пругама добијеним уткивањем смеђе конопље, природно бојене у комини.
У брдским селима јужне и источне Србије у Пиротској котлини (Пасјач, Сиња Глава) има случајева да су се сламарице правиле и спајањем конопљаних чаршафа. Тако импровизоване сламарице биле су на горњем делу украшене „на коцке“ или „прушке“ (прућке) а доњи део је био једнобојан, израђен у природној или тамносмеђој боји. Предиво ових сламарица је бојено природним и анилинским бојама. У Осмакову, код Пирота сламарице су бојили у кори од ораха, јер је процес бојења краће трајао, а становници овог села нису желели да платно буду сувише тамно.
У већини домаћинстава слама се мењала на Чисти понедељак (чисти понеделник — први дан Ускршњег поста, када женска чељад спрема и чисти кућу а деца и одрасли се купају, шишају и брију, јер тога дана по веровању нема бува. Истог дана су се сламарице и прале.
Због нередовног одржавања (замене сламе и прања) сламарице су често биле и извор заразе јер су чиниле погодну средину за разможавање зглавкара (креветна стеница, бува, вашки), узрочника бројних трансмисивних заразних болести.